# Битка при Фираз
Битката при Фираз се състои в Месопотамия през 634 г.
Води се между мюсюлманите и обединените сили на Византийската империя, сасанидите и арабските християни. Мюсюлманските армии са имали около 15 000 войници, докато съперниците им са притежавали много по-многобройна армия. Битката завършва с решителна победа за Праведния халифат и му дава възможност да заема част от Месопотамия.